# Harry Schröder

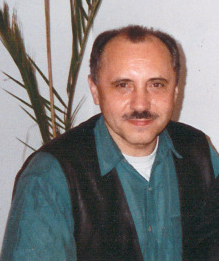
Harry Schröder (1994)

Harry Edgar Schröder (* 11. November 1941 in Posen) ist ein emeritierter Professor für Klinische Psychologie und Gesundheitspsychologie an der Universität Leipzig. Nach seiner Emeritierung arbeitete er weiter als Psychotherapeut, Supervisor und Lehrtherapeut.

## Leben
Nach dem Besuch der Erweiterten Oberschule in Cottbus (1956–1959) besuchte er die ABF II der Martin-Luther-Universität Halle-Wittenberg (1959–1960) und schloss hier mit dem Abitur ab. Zwischen 1961 und 1966 studierte er Psychologie an der Karl-Marx-Universität Leipzig (KMU) und beendete das Studium als Diplom-Psychologe. Danach arbeitete er ein Jahr als Klinischer Psychologe und Psychotherapeut an der Kreispoliklinik Spremberg, danach wechselte er zwischen 1967 und 1971 an die Tages- und Nachtklinik für psychiatrische Rehabilitation am Bezirkskrankenhaus für Psychiatrie Leipzig-Dösen. 1971 fand die Promotion (Dissertation A) statt. 1971 wechselte er als Assistent an den Fachbereich Pädagogische Psychologie der Sektion Pädagogik/Psychologie der Universität Leipzig. 1974 begann er die Ausbildung zum sozialpsychologischen Verhaltenstrainer an der Friedrich-Schiller-Universität Jena. 1976 erfolgte hier die Habilitation (Dissertation B). 1976/1977 absolvierte er ein Zusatzstudium an der Psychologischen Fakultät der Shdanow-Universität Leningrad. Zurückgekehrt nach Leipzig wurde er Hochschuldozent für Klinische Psychologie, ab 1980 war er bis 1992 o. Professor für Klinische Psychologie an der KMU Leipzig. 1992 wurde er zum Professor für Klinische und Gesundheitspsychologie am Psychologischen Institut der Universität Leipzig ernannt. 2006 folgte die Emeritierung.
Auch danach blieb er im akademischen Bereich aktiv, indem er zwischen 2007 und 2011 eine Lehrstuhlvertretung der Professur Klinische Psychologie und Psychotherapie am Institut für Psychologie der Universität Leipzig wahrnahm. Danach war er freiberuflich in verschiedenen Funktionen an dem außeruniversitären Institut für Psychologische Therapie e. V. Leipzig tätig, vorwiegend als Supervisor und Lehrtherapeut, dies auch an anderen Ausbildungsinstituten (z. B. in Gießen oder Dresden). Bis 2021 fungierte er als Leiter in der Ausbildung von Psychotherapeuten, Betriebsärzten und Kursleitern zu verschiedenen Themenbereichen. Bis 2024 blieb er Supervisor für Ausbildungskandidaten der Psychotherapie (VT), war Vorsitzender der Prüfungskommission des Institutes für Psychologische Therapie e.V. Leipzig und ist weiterhin in Psychotherapie, Beratung und Coaching tätig.

## Privates
Er ist verheiratet mit Christina Schröder, geb. Schubert, Dr. phil. habil. und ehemalige Professorin an der Universität Leipzig, und ist Vater einer Tochter aus erster Ehe und Stiefvater eines Sohnes aus seiner zweiten Ehe.

## Werk
Harry Schröder hat während seiner aktiven Zeit leitende Funktionen in der akademischen Selbstverwaltung an der Universität Leipzig wahrgenommen (1985–1990 Sektionsdirektor der Sektion Psychologie, 1997–2002 Direktor des Instituts für Angewandte Psychologie, 1998–2000 Sprecher der Psychologischen Institute an der Fakultät für Biowissenschaften, Pharmazie und Psychologie) und hat den Ausbau des Faches grundlegend geprägt. Darüber hinaus war er wesentlich an der Einrichtung des Studienganges Klinische Psychologie am Psychologischen Institut der Universität Leipzig und an der Gründung des verhaltenstherapeutisch orientierten Instituts für Psychologische Therapie e.V. Leipzig beteiligt.
Seine wissenschaftlichen Arbeiten bezogen sich zuerst auf Themen der Pädagogischen Psychologie (z. B. Lehrer–Schüler–Interaktion, Familienforschung) und verlagerten sich dann auf klinische und gesundheitspsychologische Gegenstände; vor allem das Thema Stress und Stressbewältigung hat er theoretisch und interventionsbezogen bearbeitet.

## Ehrungen
- 1984 Ehrennadel der Karl-Marx-Universität Leipzig
- 1999 Gründungs- und Ehrenvorsitzender des Instituts für Psychologische Therapie e.V. Leipzig

## Publikationen (Auswahl)
Monografien
- gem. m. Konrad Reschke: Optimistisch den Stress meistern: Ein Programm für Gesundheitsförderung, Therapie und Rehabilitation. (3., unveränderte Auflage), Dgvt-Verlag, Tübingen 2025, ISBN 978-3-87159-694-0.
- Palliativstationen und Hospize in Deutschland: Belastungserleben, Bewältigungspotenzial und Religiosität der Pflegenden. (Hrsg. Bundesarbeitsgemeinschaft Hospiz zur Förderung von Ambulanten, Teilstationären und Stationären Hospizen und Palliativmedizin e.V.), Hospiz-Verlag, Wuppertal 2003, ISBN 978-3-9808351-2-1.
- gem. m. Gerhard Schmidtchen und Michael Otto: Wie weit ist der Weg nach Deutschland? Sozialpsychologie der Jugend in der postsozialistischen Welt. Leske + Budrich, Opladen 1997, ISBN 978-3-8100-1701-7.
- gem. m. Klaus Scheuch: Mensch unter Belastung: Stress als ein humanwissenschaftliches Integrationskonzept. Deutscher Verlag der Wissenschaften, Berlin 1990, ISBN 978-3-326-00350-4.
- Lehrerpersönlichkeit und Erziehungswirksamkeit: methodologisch-methodische Probleme und Ergebnisse. Volk und Wissen, VEB, Berlin 1979.
- gem. m. Harald Petermann: Methodische Probleme und Ergebnisse der sozialpsychiatrischen Familienforschung bei schizophrenen Erkrankungen. Univ. Leipzig, Sekt. Pädagogik / Psychologie, Diss. A, 1971.

Herausgeberwerke
- gem. m. Konrad Reschke: Intervention zur Gesundheitsförderung für Klinik und Alltag. Roderer Verlag, Regensburg 1996, ISBN 978-3-89073-895-6.
- Health psychology: potential in diversity. Roderer Verlag, Regensburg 1993, ISBN 978-3-89073-656-3.
- gem. m. Jürgen Guthke: Fortschritte der klinischen Persönlichkeitspsychologie und klinischen Psychodiagnostik. Barth Verlag, Leipzig 1988, ISBN 978-3-335-00073-0.
- Beiträge zur Pathopsychologie der Persönlichkeit. Barth Verlag, Leipzig 1984.